# 서울광진초등학교
서울광진초등학교는 대한민국 서울특별시 광진구 구의동에 있는 공립 초등학교이다.

## 학교 연혁ㄱㄹ윻ㄴㄹ오솟ㅇ옷
- 2003년 9월 1일: 개교
- 2023년 9월 1일: 개교 20주년

## 참고 자료
- 서울광진초등학교 - 한국교육학술정보원 학교알리미